# Shumway (Illinois)
Pour les articles homonymes, voir Shumway.
Shumway est un village situé au nord du comté d'Effingham dans l'Illinois, aux États-Unis,. Il est incorporé le 20 septembre 1895.

## Démographie
Lors du recensement de 2010, le village comptait une population de 202 habitants. Elle est estimée, en 2016, à 200 habitants.

## Source de la traduction
- (en) Cet article est partiellement ou en totalité issu de l’article de Wikipédia en anglais intitulé « Shumway, Illinois » (voir la liste des auteurs).